# پائلو هورکوفسکی
پائلو هورکوفسکی (اوکراینی: Павло Миколайович Гурковський؛ زادهٔ ۱۳ سپتامبر ۱۹۶۰) قایقران روئینگ اهل اوکراین است.